# 五行なずな
五行 なずな（ごぎょう なずな）は、日本の女性声優。主にアダルトゲームに声をあてている。

## 人物
デビュー作は2005年にダウンロードのみで発売された『露出の女神さま』（ポアシャラ）。当時はあえぎ声のシーンでどこで息継ぎしていいかわからず、貧血や過呼吸になったが、何度か仕事をする内に“後で編集されるから呼吸していい”と気付いたという。
これまで印象に残っている役は、『明日の君と逢うために』の夕霧瑠璃子役、『カタハネ』の人形のエファ役。異色な役としては『絶対★魔王 〜ボクの胸キュン学園サーガ〜』のカボチャのアンゴルモア役を挙げており、カボチャはどうやってしゃべるのかをあれこれ考えた結果、べらんめぇ口調になったという。
『ほめられてのびるらじおPP』に何度もゲスト出演しており、このラジオで自分のことを知った人も多いため、思い入れが強いと語っている。
芸名は、春の七草である「ごぎょう」（ハハコグサ）と「ナズナ」を組み合わせて決定した。

## 出演

### ゲーム
太字は主役もしくはヒロイン。

#### 2005年
- 露出の女神さま 露出女神さまとハーレム編（石田 観月）
- ご奉仕爆乳ウェイトレス 〜淫らなサービス〜（高見 里奈）
- Twin Way 〜今を抱きしめて〜（葵 久美）
- セックス&フレンド 〜幼馴染の甘い匂い〜（海老名 美鶴）
- ご奉仕メイド妻 〜淫乱若妻調教〜（長島 和美）
- 鎖 -クサリ-（折原 明乃）

#### 2006年
- 波の間に間に外伝 〜裕美子さんの新婚日記〜（篠原 裕美子）※パッチ適用後
- 爆乳ナース（日高 静枝）
- 新妻×義母 〜花嫁は女子校生〜（小野田 ひとみ）
- 痴漢貴族（桜沢 真理子）
- 爆乳喫茶（五島 雫）
- 女子校生快楽特急 〜痴漢ジャンキー〜（三宅 裕実）

#### 2007年
- 明日の君と逢うために（夕霧 瑠璃子）[2][3]
- ロンド・リーフレット（ニナ・エドワーズ）[4]
- カタハネ（ベル、エファ）
- 秋のうららの 〜あかね色商店街〜（金田 鮎）
- その花びらにくちづけを わたしの王子さま（北嶋 楓）[5]
- 孕ませ催眠プリンセス（リッテ）
- 母娘ねぶり 〜誘う人妻・抱かれたい母娘〜（天道 美里）

#### 2008年
- 明日の七海と逢うために（夕霧 瑠璃子）[3]
- こなゆき ふるり〜柚子原町カーリング部〜（星野 奈々）
- プリンセスラバー!（竹園 エリカ）[6]
- 夢見白書（神代 聖）
- 春色桜瀬（黒井 美沙）
- 俺たちに翼はない〜Prelude〜（玉泉 日和子）
- マジカライド（カナデ）
- 水平線まで何マイル? -Deep Blue Sky & Pure White Wings-（津屋崎 湖景）[7]
- Volume7（紀野 梗香）[8]
- ちぇいすと☆ちぇいすっ!（諸音 野乃子）
- 真・恋姫†無双 〜乙女繚乱☆三国志演義〜（楽進）
- ヨスガノソラ（渚 一葉）
- その花びらにくちづけを 愛しさのフォトグラフ（北嶋 楓）[9]

#### 2009年
- 俺たちに翼はない（玉泉 日和子）
- Princess Party 〜プリンセスパーティー〜（厳島 絵梨）
- Princess Party Camellia 〜プリンセスパーティーカメリア〜（厳島 絵梨）
- Stellar☆Theater（姫ノ宮 輝夜）
- 真説 猟奇の檻 第2章（北沢 牧子）
- 死神の接吻は別離の味（天宮 雫）[10]
- ましろ色シンフォニー -Love is pure white-（瀬名 愛理）[11]
- 天神乱漫 -LUCKY or UNLUCKY!?-（山吹 渉）[12]
- Signal Heart（豪徳寺 瑛）
- はぴとら -Happy Transportation-（リミア・ド・ヴォルフシュタイン）
- しろくまベルスターズ♪（八重原 さつき）[13]
- 絶対★魔王 〜ボクの胸キュン学園サーガ〜（アンゴルモア／アンジェリカ）
- ひだまりバスケット（仲神 はるひ）
- みみをすませば（菊池 七海）[14]

#### 2010年
- リドル・ガーデン（コレット）
- airy［F］airy 〜Easter of Sant'Ariccia〜（コレット・マレ）[15]
- シュガーコートフリークス（マキナ）
- 戦女神VERITA（モナルカ）
- アッチむいて恋 （織葉 朱）[16]
- 涼風のメルト -Where wishes are drawn to each other-（榎本 佳華）
- Tiny Dungeon 〜BLACK and WHITE〜（ヴェル＝セイン）
- Tiny Dungeon 〜BLESS of DRAGON〜（ヴェル＝セイン）
- 俺たちに翼はない アフターストーリー （玉泉 日和子）
- ルーンロオド（ジゼル＝オリンピアダ）
- 初恋サクラメント（南雲 岬）
- Orange Memories（八守 ひのと）
- AngelRing 〜エンジェルリング〜（周防 美鶴）
- 世界征服彼女（花之宮 亜子）
- キサラギGOLD★STAR（藤堂 桂子）[17]
- のーぶる☆わーくす（月山 瀬奈）[18]
- 桜花センゴク〜信長ちゃんの恋して野望!?〜 （織田信長ちゃん）
- 恋神 -ラブカミ-（豊草 イナリ）[19]

#### 2011年
- カミカゼ☆エクスプローラー!（沖原 琴羽）[20]
- ヴァニタスの羊（テレーゼ・コンラート）[21]
- Worlds and World's end（矢間 文歌）[22]
- Hyper→Highspeed→Genius（春秋 詩子）[23]
- 舞風のメルト -Where leads to feeling destination-（榎本佳華）[24]
- 電激ストライカー（風見 リン）[25]
- 超電激ストライカー（風見 リン）[26]
- SuGirly Wish（月ヶ瀬 杏奈）[27]
- Lunaris Filia 〜キスと契約と真紅の瞳〜（シルヴィア=ルナ=インフィニタス）[28]
- Tiny Dungeon 〜BIRTH for YOURS〜（ヴェル＝セイン）[29]
- 恋愛0キロメートル（木ノ本 実咲）[30]
- 晴れときどきお天気雨（りん）[31]
- 輝光翼戦記 銀の刻のコロナ（ミュリアル）[32]
- World Wide Love! 世界征服彼女ファンディスク（花之宮 亜子）[33]

#### 2012年
- 真剣で私に恋しなさい!S（林冲）[34]
- ネブ*プラス（玉泉 日和子）
- この大空に、翼をひろげて（望月 天音）[35][36]
- その花びらにくちづけを ミカエルの乙女たち（北嶋 楓）
- 月に寄りそう乙女の作法（ユルシュール＝フルール＝ジャンメール）[37]
- 祝福の鐘の音は、桜色の風と共に。（鳳 まりあ）[38]

#### 2013年
- この大空に、翼をひろげて FLIGHT DIARY（望月 天音）[39]
- 輝光翼戦記 銀の刻のコロナFD（ミュリアル）[40]
- その花びらにくちづけを 白雪の騎士（北嶋 楓）
- 月あかりランチ OZ sings, The last fairy tale.（アズマさん）[41]
- ひとつ飛ばし恋愛（寿 りさ）[42]
- 乙女理論とその周辺 -Ecole de Paris-（ユルシュール・フルール・ジャンメール）

#### 2014年
- Endless Dungeon（ヴェル＝セイン）[43]

#### 2015年
- サクラノ詩 -櫻の森の上を舞う-（鳥谷 真琴）[44]

#### 2017年
- ピュアソングガーデン!（島村 真琴）
- ほめられてのびるらじお 100周年目のほめらじの輪（バヤーシ）[45]

#### 2018年
- ボクと彼女の研修日誌（赤木 澪）[46]

#### 2019年
- 和香様の座する世界（琉々葉）[47]

#### 2020年
- SHUFFLE! エピソード2 神にも悪魔にも狙われている男（石竹 瑪瑙）
- 保健室のセンセーとシャボン玉中毒の助手（淡雪 咲羽）[48]

#### 2021年
- 我が姫君に栄冠を（モブ6役）[49]

#### 2022年
- 保健室のセンセーとゴスロリの校医(淡雪 咲羽)[50]
- 保健室のセンセーと小悪魔な生徒会長（淡雪 咲羽）[51]
- サクラノ刻 -櫻の森の下を歩む-（鳥谷 真琴）

#### 2023年
- ましろ色シンフォニー -Love is pure white- Remake for FHD（瀬名 愛理[52]）
- ましろ色シンフォニー SANA EDITION（瀬名 愛理[53]）
- 真・恋姫†英雄譚 5 ～乙女耀乱☆三国志演義［魏］～（楽進）
- それは舞い散る桜のように -Re:BIRTH-（結城 ひかり）

### OVA
- 癒してあげルン 西遊記（もりやま いずみ）
- 宇宙海賊サラ（カリン・フォン・ギーレン）
- シオン（シオン）[54]
- あきそら〜夢の中〜（澄弥可奈）[55]
- 15美少女漂流記（佐竹 光）[1]

### CD

#### ドラマCD
- 明日の君と逢うために ドラマCD 「晴れ、ときどき幸せ」
- MILK SPOT ドラマCD同梱限定版 付属ドラマCD「UNDER THE SUKIRT」
- サウンドミステリードラマ「夢見る貝」（車坂 花衣）
- その花びらにくちづけを 楓ちゃんスーパーモード（北嶋 楓）
- その花びらにくちづけを 楓ちゃんの新妻クッキング（北嶋 楓）

#### キャラクターソング
- のーぶる☆わーくすキャラクターソングCD Vol.2（月山 瀬奈）
- 「ピュアソングガーデン!」フルコンプリートサウンドトラック『エンゼルラブソング』（「ソング・フォー・ミュージック」- M3部[メンバー 1]）

### ラジオ
- 『ロンド・リーフレット』ドキドキ★執事ラジオ（第6回・第7回パーソナリティ）

### ユニットメンバー
1. ↑  星野いろは（三代眞子）、河和井玖音（桜乃ひよ）、下国明日歌（花園めい）、柳沢律（奏雨）、すず（羽鳥いち）、島村真琴（五行なずな）、高峰調（百瀬ぽこ）